# Iglesia de la Santa Cruz (Oxford)
La iglesia de la Santa Cruz es una antigua iglesia parroquial, ahora centro histórico, ubicada al noreste del casco antiguo de Oxford (Inglaterra).

## Historia
La iglesia fue en su día una capilla auxiliar de St Peter-in-the-East en Queen's Lane, al norte de High Street, en el centro de Oxford. Se desconoce la fecha exacta de su fundación, pero se ha sugerido que fuese construida por primera vez alrededor del año 890 de nuestra Era. Sin embargo, las investigaciones arqueológicas realizadas en 2009 no mostraron evidencias de una iglesia anterior a los normandos.
El arco del presbiterio es de finales del siglo XI o principios del XII y la nave se construyó en torno a 1160. La torre y las naves laterales se añadieron en el siglo XIII, la parte superior de la torre se reconstruyó en 1464 y la arcada norte y la nave lateral se reconstruyeron a mediados del siglo XV.
Las naves se reconstruyeron de nuevo en el siglo XIX: la norte (excepto su extremo oeste) en 1839 y la sur en 1843, esta última según los diseños del arquitecto J. M. Derick. En 1876 se amplió la nave norte con la adición de una cámara para el órgano y una sacristía diseñada por H. J. Tollit. En 1893 se restauró la iglesia bajo la dirección de EP Warren, incluyendo la adición de nuevas ventanas de claristorio.
GE Street diseñó la ventana oeste de la nave norte, que se realizó en 1855. Sin embargo, desde entonces la ventana ha sido desplazada y, en opinión de Sir Nikolaus Pevsner, "desordenada". Hardman & Co. realizó la ventana este del presbiterio en 1874. La iglesia está catalogada como edificio de grado I.
En los últimos años se celebraron servicios una vez por semana hasta el 12 de octubre de 2008, cuando se cerró la iglesia.
El cementerio de Holywell está detrás de la iglesia e incluye las tumbas de muchas personas notables. Entre ellos se encuentra el compositor John Stainer (1840-1901) que, mientras era profesor de música en el Magdalen College, fue guardián de la iglesia de la Santa Cruz. El relojero John Knibb (1650-1722), que fue alcalde de Oxford en 1698 y 1710, está enterrado en Santa Cruz con su viuda y cuatro de sus hijas, al igual que John Snell, fundador de la Exposición Snell.

## Como centro histórico
La asistencia a la iglesia disminuyó durante muchos años y, en febrero de 2008, el Consejo Parroquial de la Iglesia decidió por unanimidad permitir al Balliol College desarrollar un depósito e instalación de investigación para las colecciones especiales del College y sus usuarios en la iglesia.
Tras el cierre de la iglesia en 2008, se emprendieron obras para convertir el edificio en un Centro de Colecciones Históricas para el Balliol College. La iglesia no ha sido desconsagrada; en virtud de los términos del contrato de arrendamiento de 999 años del Colegio sobre el edificio, el coro se mantiene para servicios ocasionales. Se han retirado algunos accesorios de la iglesia, incluido el órgano, que se ha trasladado a una iglesia de Irlanda. Los monumentos conmemorativos permanecen en su posición anterior a 2008 o lo más cerca posible de ella. La pila bautismal se trasladó, con permiso, desde cerca de la puerta sur hasta el lado norte del escalón del coro, para permitir el uso completo de la nave sur para una de las unidades de depósito. Las campanas permanecen in situ en la torre, pero no se pueden tocar, después de que el Ayuntamiento de Oxford denegara el permiso para su retirada. Las obras se completaron con un coste estimado de 3,3 millones de libras y se inauguraron en 2011.
En mayo de 2008, la Fundación Shirley contribuyó con un millón de libras esterlinas al Centro de Colecciones Históricas del Balliol College, que se ubicaría en la iglesia de la Santa Cruz. Este centro contiene los propios registros administrativos del Colegio; una gran cantidad de documentos personales de antiguos maestros, becarios y estudiantes; libros manuscritos, en su mayoría de la biblioteca medieval del centro; libros impresos antiguos, incluyendo incunables; y otros artículos especiales que anteriormente se encontraban por separado, lo que permite la expansión de los servicios de la Biblioteca del Colegio en el sitio principal en Broad Street. Un libro manuscrito (Balliol MS 317) data de alrededor de 1170 y está en posesión del College desde 1276. Muchos de los libros medievales sobreviven de la biblioteca contemporánea de la institución, y el grueso de la colección no está formado por adquisiciones anticuarias posteriores como las que tienen fundaciones más recientes, aunque es tan grande como algunas de ellas. Esta es la tercera biblioteca de la Universidad de Oxford que se convirtió a partir de una iglesia, siendo las otras All Saints en High Street Lincoln College) y St Peter-in-the-East, Queen's Lane (Saint Edmund Hall). Cuenta así mismo con modernas instalaciones de investigación.
Como iglesia central de Oxford, tiene otras conexiones con el Balliol College. John Snell, el benefactor de las becas de postgrado que conectan el College con la Universidad de Glasgow, fue enterrado en la iglesia en 1679. En su cementerio están enterrados los maestros J. L. Strachan-Davidson (fallecido en el cargo en 1916) y A. L. Smith (fallecido en 1924).